# Chakassia

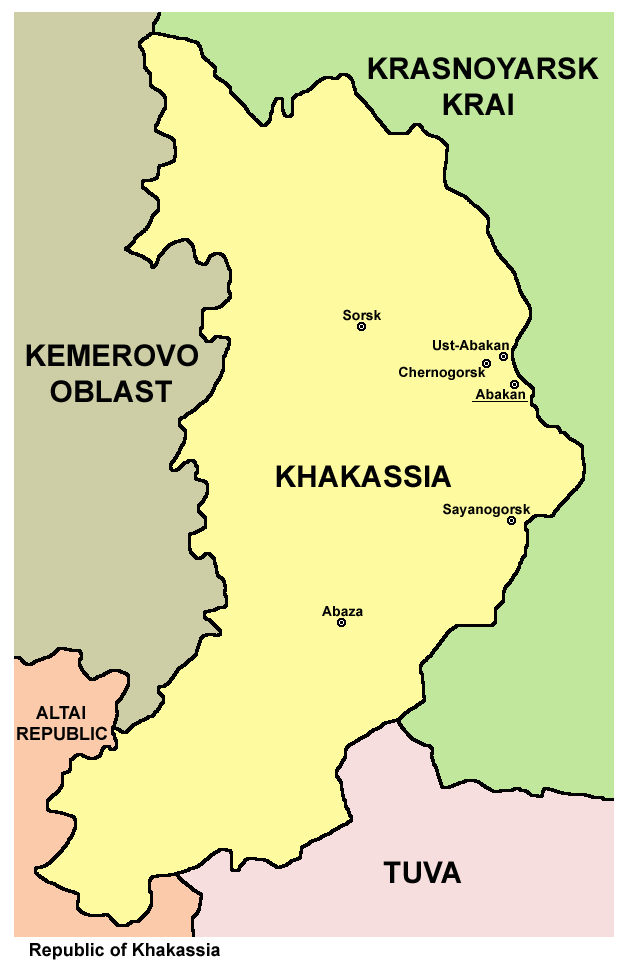

La Chakassia (in russo Хакасия?, Chakasija; in chakasso: Хакас Чирі, Hakas Çirî), Khakassia secondo la traslitterazione anglosassone, anche nota come Hakassia o Cacassia, è una repubblica della Federazione Russa con una superficie di 61.900 km² ed una popolazione di circa 600.000 abitanti, con capitale Abakan.
Situata nella Siberia Orientale meridionale conta buoni giacimenti di ferro, carbone e tungsteno.
L'agricoltura e l'allevamento sono in forte sviluppo mentre modeste sono le industrie alimentari, meccaniche, siderurgiche e del legno.

## Città
Le località che in Chakassia hanno lo status di gorod, ovvero città, sono le seguenti:
- Abakan, la capitale
- Abaza
- Černogorsk
- Sajanogorsk
- Sorsk

## Rajon
Fra parentesi i capoluoghi.
- Altajskij (Belyj Jar)
- Askizskij (Askiz)
- Bejskij (Beja)
- Bogradskij (Bograd)
- Ordžonikidzevskij (Kop'ëvo)
- Širinskij (Šira)
- Taštypskij (Taštyp)
- Ust'-Abakanskij (Ust'-Abakan)